# Irreplaceable You
Irreplaceable You és una pel·lícula estatunidenca de comèdia dramàtica de l'any 2018 dirigida per Stephanie Laing, amb guió de Bess Wohl i protagonitzada per Gugu Mbatha-Raw i Michiel Huisman.

## Sinopsi
L'Abbie i en Sam s'acaben de prometre en matrimoni després d'haver estat enamorats des de l'institut. Quan el futur que imaginaven canvia tràgicament, la seva relació s'enfronta a una prova definitiva.